# Alfredo Soares
Alfredo Soares (Rio de Janeiro, 8 de junho de 1987) é um publicitário, empreendedor e mentor brasileiro, reconhecido por fundar empresas como a Xtech Commerce e o G4 Educação.

## Biografia
Nascido em 8 de junho de 1987, no Rio de Janeiro, Alfredo Soares formou-se em Comunicação Social com ênfase em Publicidade pela UniverCidade. Desde jovem, demonstrou interesse em empreender, influenciado por seu pai, que foi gerente geral de uma empresa de transporte de valores.

## Carreira
A trajetória profissional de Alfredo Soares é marcada pela fundação e liderança de diversas empresas.

### Xtech Commerce
Em 2014, Alfredo fundou a Xtech Commerce, uma plataforma de e-commerce focada em pequenas e médias empresas. Sob sua liderança, a Xtech transacionou R$ 547 milhões em vendas em apenas três anos, tornando-se uma referência no mercado de comércio eletrônico brasileiro. Em 2017, a empresa foi adquirida pela VTEX, maior plataforma de e-commerce da América Latina, onde Alfredo assumiu o cargo de sócio e vice-presidente institucional.

### Loja Integrada
Após a aquisição da Xtech, Alfredo tornou-se presidente da Loja Integrada, uma plataforma digital que auxilia empresas a fortalecerem suas marcas e serem rentáveis através de lojas virtuais. Sob sua gestão, a Loja Integrada consolidou-se como uma das principais plataformas de e-commerce do país, contribuindo para a digitalização de milhares de negócios.

### G4 Educação
Em 2019, Alfredo cofundou o G4 Educação, uma edtech que tem como propósito apoiar gestores em suas jornadas, oferecendo programas de imersão e mentoria que ensinam estratégias e metodologias aplicadas por líderes de destaque no mercado. Ao lado de seus sócios, Tallis Gomes e Bruno Nardon, Alfredo atua como mentor, compartilhando sua expertise em vendas e gestão com outros empreendedores e executivos.

## Publicações
Alfredo é autor de três best-sellers: "Bora Vender", "Bora Varejo" e "Todos Somos uma Marca". Nessas obras, ele compartilha insights sobre vendas, marketing e construção de marcas, contribuindo para o desenvolvimento de profissionais e empresas em todo o Brasil.